# Nipomo
Nipomo é uma Região censo-designada localizada no estado americano da Califórnia, no Condado de San Luis Obispo.

## Demografia
Segundo o censo americano de 2020, a sua população era de	18 716 habitantes.

## Geografia
De acordo com o United States Census Bureau tem uma área de 29,6 km², dos quais 29,6 km² cobertos por terra e 0,0 km² cobertos por água. Nipomo localiza-se a aproximadamente 101 m acima do nível do mar.

## Localidades na vizinhança
O diagrama seguinte representa as localidades num raio de 24 km ao redor de Nipomo.